# 一起說是
一起說是是加泰罗尼亚的一个已不存在的政党联盟，於2015年7月20日成立。该联盟支持加泰隆尼亞獨立。该联盟由加泰隆尼亞民主统一、加泰隆尼亞共和左翼、加泰隆尼亞民主黨和左翼運動組成。
另外，在選戰中他們亦推派了一些活躍於其他領域的知名人士作為候選人，例如佩普·瓜迪奧拉（前巴塞隆納足球俱樂部的球員及教練）和歌手Lluís Llach。最近四屆的加泰隆尼亞議會議長勞爾·洛梅瓦、卡梅·福卡德利、穆里爾·卡薩爾斯-高提耶以及曾任自治區主席的阿圖爾·馬斯是一起說是的核心人物。
一起說是在2015年加泰隆尼亞議會選舉中成為第一大黨，與同為獨派的人民團結候選人取得過半议会席位，推動2017年加泰隆尼亞獨立公投。2017年11月4日， ERC選擇不再加入一起說是代表參選2017年加泰隆尼亞議會選舉。

## 外部連結
- （文）https://web.archive.org/web/20170606034625/http://www.juntspelsi.cat/